# Charles Dussuet
Charles Dussuet es un deportista suizo que compitió en piragüismo en la modalidad de eslalon. Ganó nueve medallas en el Campeonato Mundial de Piragüismo en Eslalon entre los años 1951 y 1961.

## Palmarés internacional
| Campeonato Mundial | Campeonato Mundial | Campeonato Mundial | Campeonato Mundial |
| Año                | Lugar              | Medalla            | Competición        |
| ------------------ | ------------------ | ------------------ | ------------------ |
| 1951               | Steyr (Austria)    | Medalla de oro     | C1 individual      |
| 1951               | Steyr (Austria)    | Medalla de bronce  | C2 por equipos     |
| 1953               | Merano (Italia)    | Medalla de oro     | C1 individual      |
| 1953               | Merano (Italia)    | Medalla de oro     | C2 individual      |
| 1953               | Merano (Italia)    | Medalla de plata   | C1 por equipos     |
| 1953               | Merano (Italia)    | Medalla de plata   | C2 por equipos     |
| 1957               | Augsburgo (RFA)    | Medalla de plata   | C2 por equipos     |
| 1959               | Ginebra (Suiza)    | Medalla de bronce  | C2 por equipos     |
| 1961               | Hainsberg (RDA)    | Medalla de bronce  | C2 por equipos     |